# Riacho do Ipiranga
O Riacho do Ipiranga é um córrego localizado na cidade de São Paulo, no Brasil. Dá o seu nome ao bairro onde se situa, ao Monumento do Ipiranga e ao Museu do Ipiranga, todos localizados em suas circunvizinhanças. Junto às margens desse curso d'água é que simbolicamente foi declarada a Independência do Brasil pelo então príncipe e herdeiro do trono de Portugal, Dom Pedro I, em 7 de setembro de 1822.
As nascentes do Ipiranga encontram-se no Parque Estadual Fontes do Ipiranga, reserva natural de mata atlântica encravada em plena zona sul da cidade, estando distribuídas entre instituições que gerenciam a área florestal, a saber, o Jardim Botânico, o Zoológico Paulistano e o Parque de Ciência e Tecnologia da Universidade de São Paulo. Ao todo, o Ipiranga conta com nove quilômetros e meio de extensão, vindo a desaguar no rio Tamanduateí.

## Etimologia

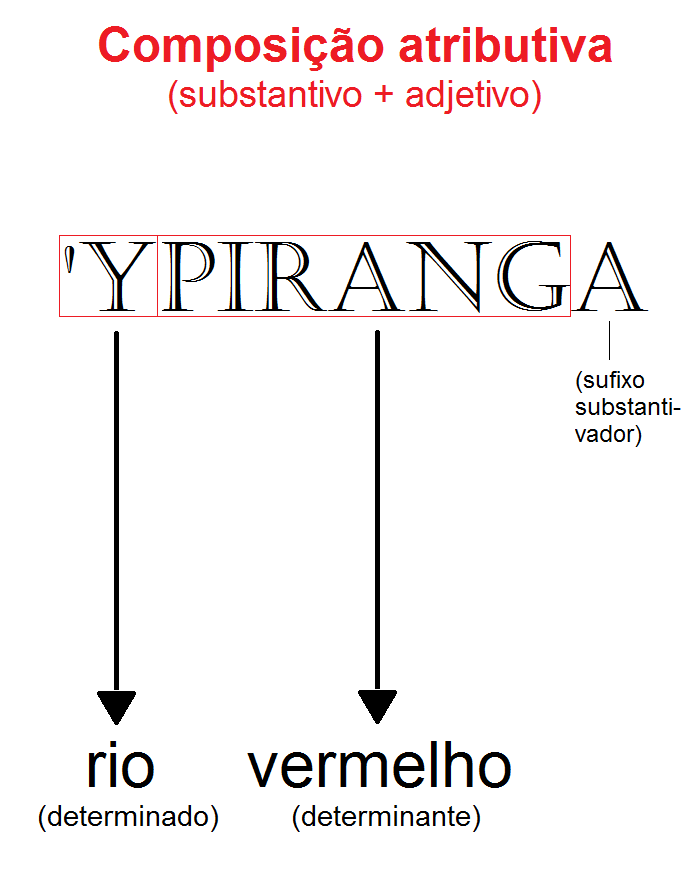
Ypiranga é um exemplo de composição atributiva em tupi. O outro tipo é a composição com relação genitiva

"Ipiranga" é uma palavra de origem tupi que significa "rio vermelho", através da junção dos termos 'y (rio), pirang (vermelho), e o sufixo substantivador -a, que não se traduz. Recebeu esse nome certamente devido a suas águas turvas, enlamaçadas.

## Importância

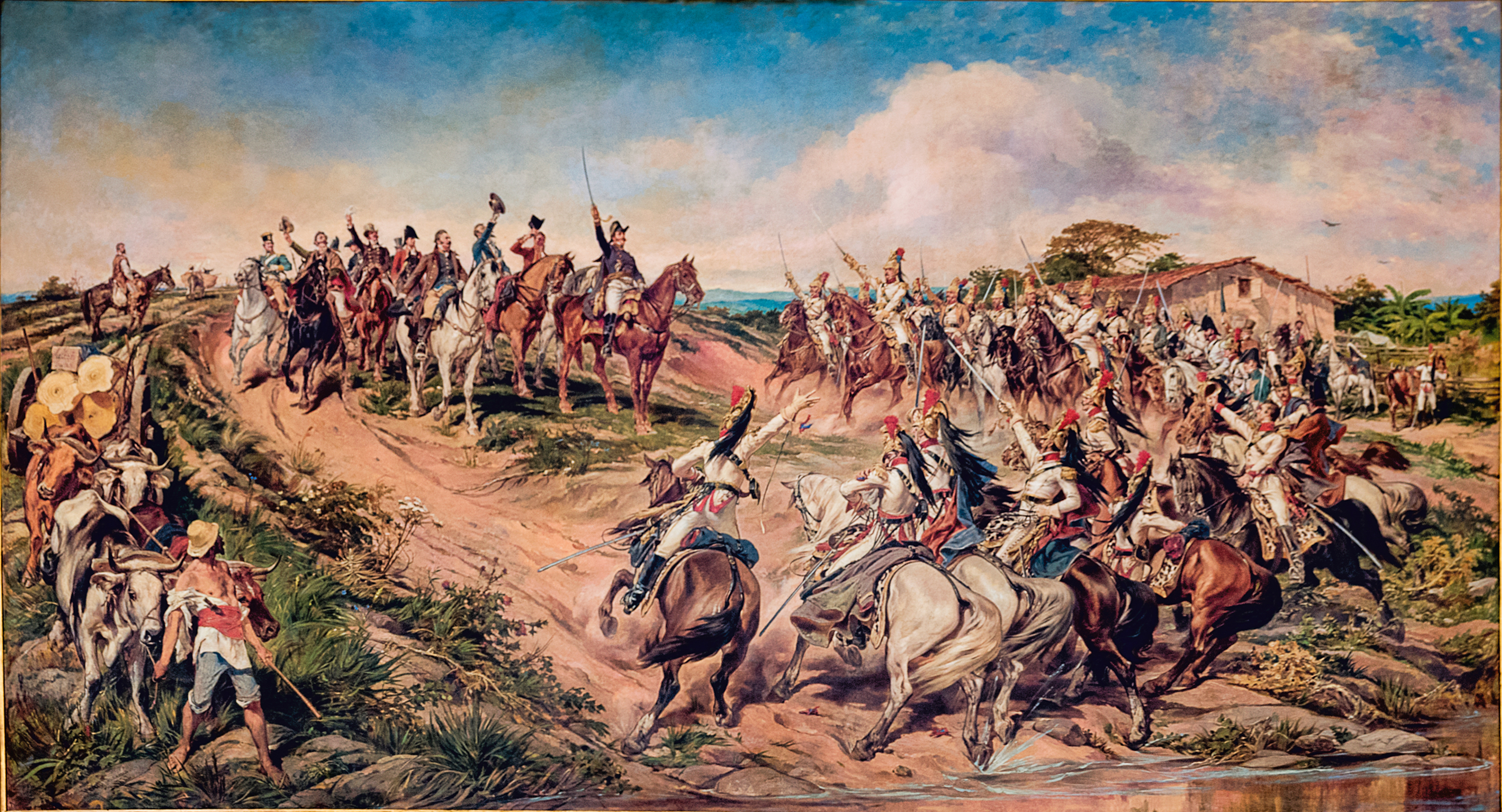
O riacho do Ipiranga é retratado no famoso quadro Independência ou Morte, de Pedro Américo.

Em termos geográficos, o Ipiranga é um corpo d'água relativamente curto em extensão e estreito em largura; não obstante, por ter sido o local onde se deu o evento simbólico mais importante da história do Brasil, as referências ao Ipiranga são recorrentes na cultura brasileira, seja na literatura, na pintura histórica ou até na música nacional, ficando o termo vinculado permanentemente ao episódio da independência no imaginário coletivo, a começar pelo Hino Nacional Brasileiro, um dos quatro símbolos constitucionais do Brasil, cujos versos iniciais aludem diretamente ao referido corpo d'água: "Ouviram do Ipiranga as margens plácidas / De um povo heroico o brado retumbante, / E o sol da liberdade, em raios fúlgidos, / Brilhou no céu da pátria nesse instante."
Além disso, o referido riacho também é retratado na icônica pintura Independência ou Morte, de Pedro Américo, estando reposicionado à frente na tela, de maneira a receber certo destaque na cena representada.
Em virtude de sua importância histórica e da ampla difusão popular do seu nome, vários locais do Brasil têm sido nomeados como Ipiranga, mesmo que não tenham originalmente qualquer vínculo com a região do riacho, tais como municípios, distritos, bairros, praias e até mesmo empresas, clubes esportivos e prédios, como a Casa da Ipiranga em Petrópolis.

## Poluição

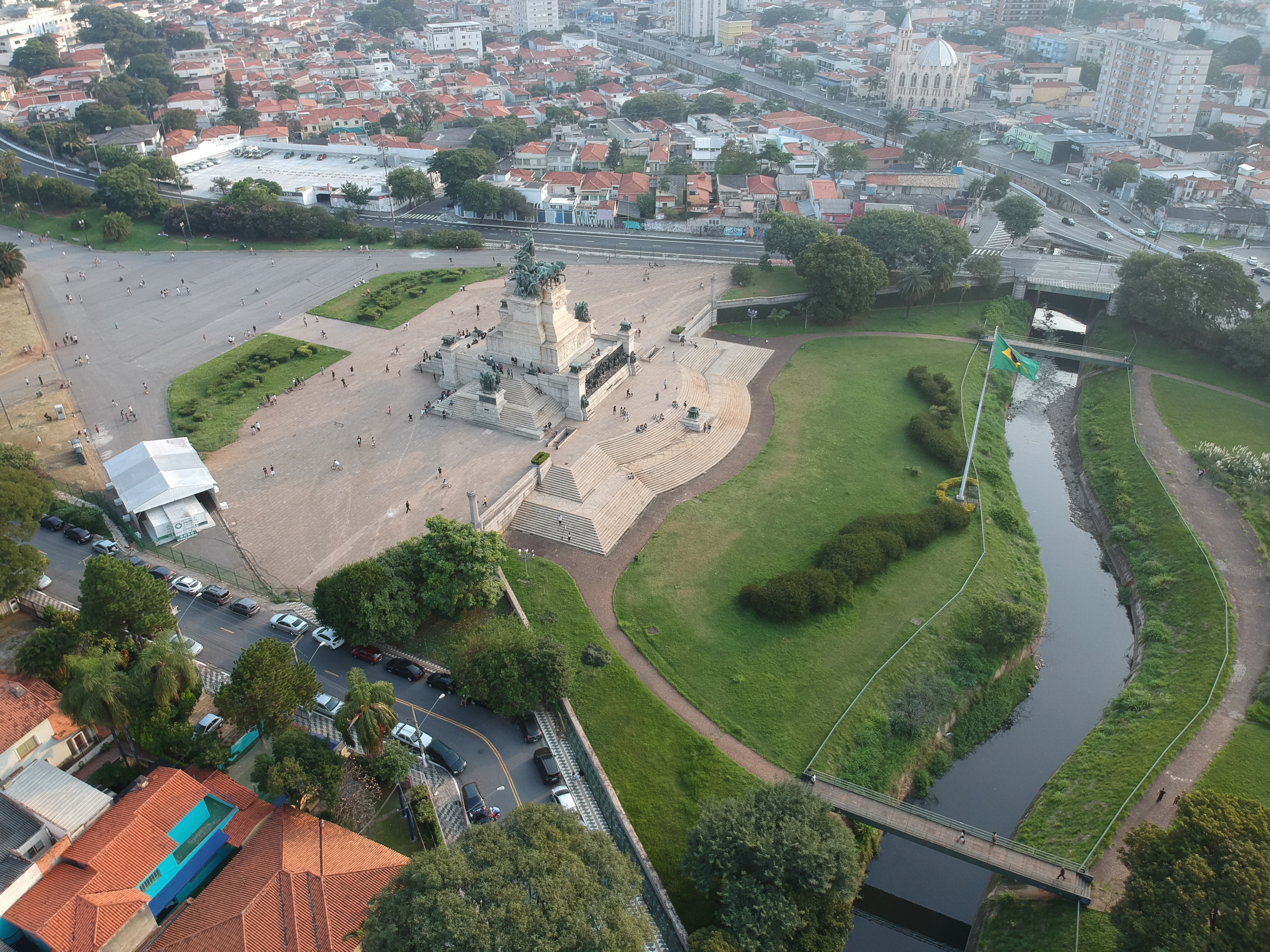
O córrego Ipiranga e o Monumento à Independência do Brasil.

Nos dias atuais, assim como todos os demais rios metropolitanos de São Paulo, o córrego sofre com a poluição, por receber altas quantidades de dejetos industriais e domésticos ao longo de seu curto trajeto de aproximadamente nove quilômetros. Em 2012, foi divulgado que o riacho estava tomado por sujeira e lixo, e a qualidade da água foi considerada "péssima" pela Companhia Ambiental do Estado de São Paulo naquele ano; a poluição do riacho também foi noticiada em 2017.
Tendo em vista este paradoxo, segundo a historiadora Cecília Helena Salles Oliveira, docente da Universidade de São Paulo, parece que "a relação do brasileiro com o riacho do Ipiranga é 'dupla'", ou seja: "Por um lado, há o reconhecimento de que é um lugar diferente, porque estas paragens simbolizam o nascimento de uma nação. [...] Mas por outro lado, é profundo desalento, porque o riacho está muito sujo, recebe águas servidas; nas épocas de grandes chuvas, ele alaga, continua alagando".

## Curiosidade
Uma incômoda diarreia obrigou o príncipe Dom Pedro a fazer repetidas paradas ao longo dos 70 quilômetros da volta de Santos para São Paulo. Por volta das 16h30 do dia 7 de setembro de 1822, perto do riacho do Ipiranga, a tropa parou numa venda, num área desabitada, para descansar e dar de beber às mulas. Dom Pedro precisava se aliviar. Faltavam ainda 5 quilômetros para chegar a São Paulo, trecho em que passariam por apenas oito casas. Ali, naquele ponto, o príncipe recebeu as cartas do ministro José  Bonifácio e da mulher, a princesa Maria Leopoldina, que desencadearam o grito de independência do Brasil de Portugal. Foi assim que um até então inexpressivo riacho (e não rio, por causa do pequeno volume de água) passou pela vida de Dom Pedro e entrou para a história brasileira.

## Visão Geral
O Ipiranga nasce no Parque do Estado, acompanha hoje importantes avenidas da zona Sul de São Paulo – Professor Abrahão de Morais, Ricardo Jafet e Teresa Cristina – até desaguar no Rio Tamanduateí, onde está a Avenida do Estado. A maior parte de seus 9 quilômetros está coberta por concreto. “Ele foi canalizado em 1942, como quase todos os demais riachos e rios da cidade de São Paulo”, explica o historiador Paulo Rezzutti, autor de D. Pedro – A História Não Contada. O responsável pela canalização foi o prefeito Francisco Prestes Maia (1896-1965) e o chamado “Plano de Avenidas”, colocado em prática em sua primeira passagem pelo cargo, entre 1938 e 1945. Antigos leitos de rios foram transformados em avenidas. “Há uma pequena parte do riacho que pode ser vista entre o Parque da Independência e a Avenida Doutor Ricardo Jafet,”, aponta Rezzutti. O trecho, que poderia ser um cartão-postal da cidade, está sujo e tem cheiro ruim.